# Cian O'Connor
Pour les articles homonymes, voir O'Connor.

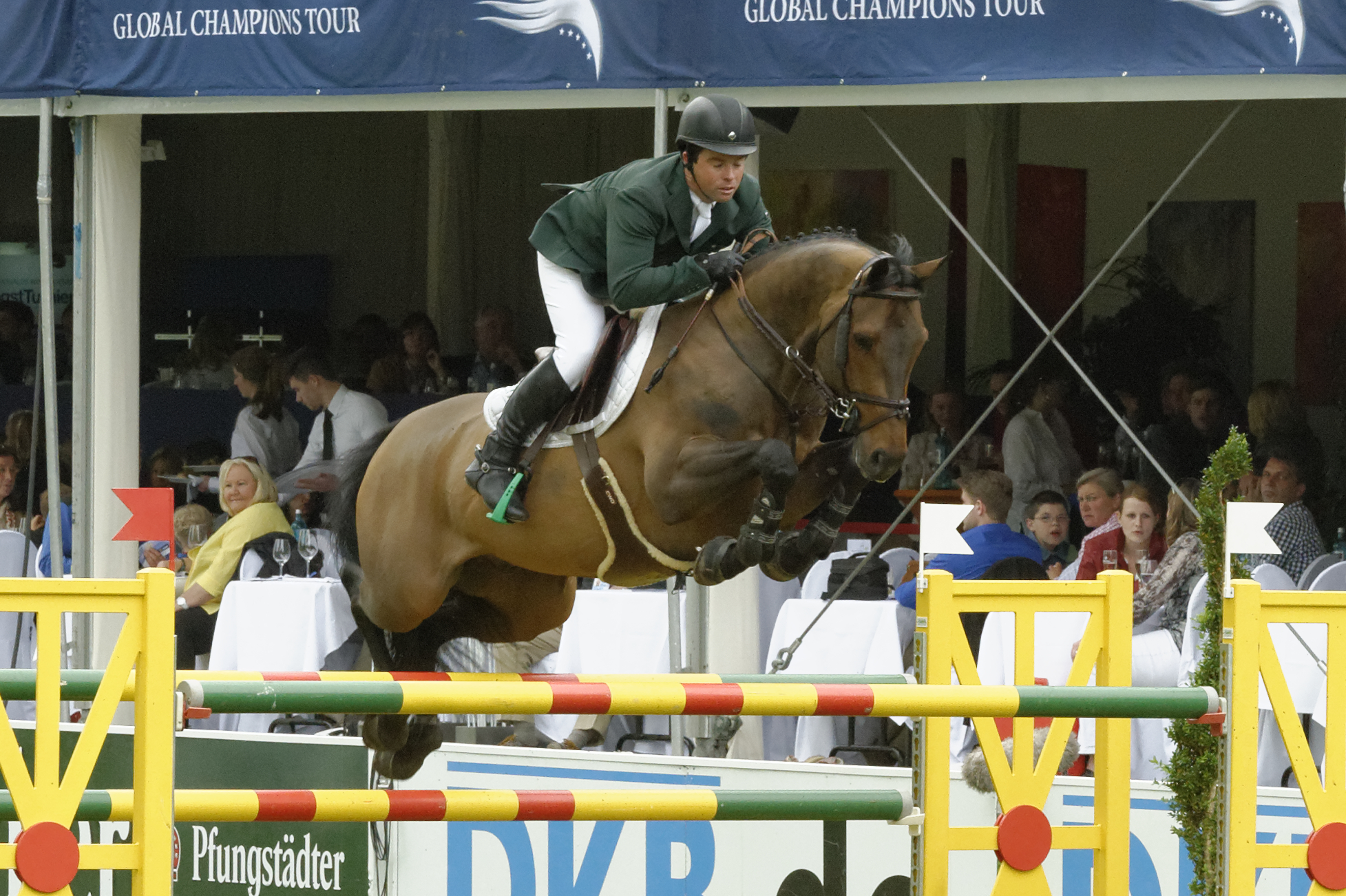
Cyan O'Connor auf Cooper et Internationalem PfingstTurnier Wiesbaden 2013

Cian O'Connor, né le 12 novembre 1979 à Dublin, est un cavalier de saut d'obstacles irlandais.

## Carrière
Aux Jeux olympiques d'été de 2004 à Athènes, il est d'abord sacré champion olympique de saut d'obstacles individuel avant d'être déclassé à la suite d'un contrôle antidopage positif sur son cheval Waterford Crystal. Il participe de nouveau aux Jeux olympiques à Londres en 2012 et obtient la médaille de bronze en individuel sur Blue Loyd 12.